# Turno di notte (miniserie televisiva)
Turno di notte è una miniserie televisiva italiana andata in onda sulla Rete 1 nel 1981.

## Trama
È dicembre. Un giovane casellante assiste a quello che sembra  un incidente stradale, ma  poi si chiede se sia stato realmente un incidente, oppure se il conducente dell'auto sia stato ucciso. Egli si mette ad indagare, cercando di trovare il colpevole. 